# NGC 62
NGC 62 — спиральная галактика с перемычкой в созвездии Кита, открытая Эдуардом Стефаном 8 октября 1883 года. Видимая звездная величина составляет 13,2.